# Sha'bán
Sha‘bán o Shaabán (en árabe, شعبان Šaʿbān; puede encontrarse transcrito también como sha'bán, chaabán, etc.) es el octavo mes del calendario musulmán. Tiene 29 días.

## Coincidencia con el calendario gregoriano
El calendario islámico es lunar. Los meses comienzan cuando es visible el primer cuarto creciente después de la luna nueva, es decir, un par de días después de ésta. El año en el calendario lunar es 11 o 12 días más corto que en el calendario solar, por lo que las fechas del calendario musulmán no coinciden todos los años con las fechas del calendario gregoriano, de uso universal, dando la impresión de que el año musulmán se desplaza sobre el año cristiano. Las próximas fechas previstas para el mes de shaabán son:
- Shaabán del año 1441 de la Hégira: del 25 de marzo al 23 de abril de 2020.
- Shaabán del año 1442 de la Hégira: del  14 de marzo al 12 de abril de 2021.
- Shaabán del año 1443 de la Hégira: del 4 de marzo al 1 de abril de 2022.
- Shaabán del año 1444 de la Hégira: del 21 de febrero al 22 de marzo de 2023.

## Efemérides
- Los musulmanes chiíes celebran en el mes de shaabán los nacimientos de varios personajes prominentes. Zaynab bint Ali, hija de Ali ibn Abi Tálib (1 de shaabán); Husáyn (tercer imam chií) y Abbás, hijos también de Ali (3 y 4 de shaabán, respectivamente); Qásim, hijo del segundo imam chií, Hasan (7 de shaabán); Ali Akbar, hijo del tercer imam chií, Husayn (11 de shaabán); Muhammad al-Mahdi, duodécimo imam chií (15 de shaabán).
- El 15 de shaabán se celebra la festividad de nisf shaabán («mitad de shaabán») o laylat al-barat («noche de la salvación»). Durante la noche del 14 al 15 se efectúan rezos suplementarios y el 15 es el día de los muertos islámico, durante el cual la gente visita las tumbas de los seres queridos y también ayuna, en preparación del ayuno de ramadán, que comienza justo quince días después.

- Datos: Q220914
- Multimedia: Sha'ban / Q220914